# Report d'impôt
Le report d'impôt (aussi appelé ajournement d'impôt, report fiscal ou moratoire fiscal ; en anglais, tax deferral) est une situation où un contribuable reporte le paiement de ses impôts à une période ultérieure. En théorie, les impôts nets payés devraient être les mêmes. Les impôts peuvent parfois être reportés indéfiniment, ou être imposés à un taux plus faible à l'avenir, notamment pour le report de l'impôt sur le revenu.

## Report de l'impôt sur les sociétés
Les sociétés (ou autres entreprises) sont souvent autorisées à différer leurs impôts, par exemple en utilisant l'amortissement accéléré.
Les impôts sur les bénéfices (ou d'autres impôts) peuvent aussi être réduits dans la période en cours en diminuant les recettes déclarées maintenant, ou en augmentant les dépenses. En principe, les impôts payables dans les périodes futures devraient alors être plus élevés.

## Report de l'impôt sur le revenu
Dans de nombreuses juridictions, les impôts sur le revenu peuvent être reportés à des périodes futures par un certain nombre de moyens. Par exemple, les revenus peuvent être comptabilisés dans des années futures en utilisant des déductions fiscales, ou certaines dépenses peuvent être utilisées comme déductions dans les périodes actuelles plutôt que futures. Une étude de 2010 montre qu'un très grand nombre de contribuables américains paient en décembre (c'est-à-dire un mois à l'avance) leurs impôts au niveau de l'état pour bénéficier d'une déduction de leur impôt au niveau fédéral, ce qui reporte d'un an une partie de l'impôt fédéral dû. De plus, dans les juridictions où les taux d'imposition sont progressifs (ce qui signifie que les impôts sur le revenu en pourcentage du revenu sont plus élevés pour les revenus ou les tranches d'imposition supérieurs), cela se traduit souvent par des impôts payés moins élevés, indépendamment de la valeur temporelle de l'argent.
Les comptes de retraite à imposition différée existent dans de nombreuses juridictions et permettent aux particuliers de déclarer leurs revenus plus tard dans leur vie ; si les particuliers ont des revenus plus faibles à la retraite, les impôts payés peuvent être considérablement réduits. Au Canada, les cotisations aux régimes enregistrés d'épargne-retraite ou REER sont déduites du revenu, et les gains (intérêts, dividendes et gains en capital) sur ces comptes ne sont pas imposés ; seuls les retraits du compte de retraite sont imposés comme un revenu.
D'autres types de comptes de retraite ne reportent les impôts que sur les revenus gagnés sur le compte. Aux États-Unis, il existe un certain nombre de formes différentes de comptes d'épargne-retraite, avec des caractéristiques et des limites différentes, notamment les 401(k), les IRAs, etc.
Tant que le particulier effectue des retraits lorsqu'il se trouve dans une tranche d'imposition inférieure (c'est-à-dire qu'il a un taux d'imposition marginal plus faible), le total des impôts à payer sera plus faible.
D'autre part, certaines personnes (principalement les propriétaires d'entreprises) peuvent choisir de faire le contraire en payant par anticipation leur impôt sur le revenu de particulier qui serait autrement payable dans les années à venir. Par exemple, si l'on sait que les taux d'imposition augmenteront au cours d'une année fiscale future, un propriétaire d'entreprise peut réduire son obligation fiscale totale en se versant un salaire et/ou des primes plus élevés au cours de l'année fiscale actuelle, même s'il doit prêter de l'argent à l'entreprise pour ce faire. Dans la plupart des juridictions, le principal de ces prêts peut être recouvré par le propriétaire en franchise d'impôt à tout moment, ce qui lui permet de percevoir un salaire inférieur à celui qu'il percevrait autrement lorsque le taux d'imposition augmentera. Par ailleurs, le propriétaire d'une entreprise nouvelle ou en difficulté peut recevoir un salaire plus élevé que ce que son entreprise peut nominalement se permettre de payer dans l'espoir que, lorsque l'entreprise sera plus rentable, le montant de ses impôts dus dans les tranches d'imposition supérieures sera moindre, voire nul. Au minimum, il est généralement conseillé aux propriétaires d'entreprises de se verser un salaire suffisant pour utiliser toutes leurs exemptions personnelles de base pour une année fiscale donnée, car ces exemptions ne peuvent généralement pas être reportées à une année fiscale ultérieure. Cependant, si elle est appliquée de manière agressive, cette stratégie peut s'avérer risquée selon la juridiction - si l'entreprise fait faillite, la capacité des propriétaires à bénéficier des amortissements nominaux et des pertes accumulées au cours des années précédentes peut être limitée ou inexistante.

## Report de l'impôt international
Les impôts sur les bénéfices tirés d'investissements à l'étranger peuvent également être reportés en conservant et en réinvestissant les bénéfices des sociétés dans des pays étrangers à faible taux d'imposition. Les avantages de ce type de report d'impôt peuvent être attribués à deux effets partiellement interdépendants, l'effet du taux d'imposition et l'effet des intérêts.
L'effet du taux d'imposition repose sur le fait que tant que les bénéfices d'une filiale ne sont pas distribués à l'actionnaire national (société ou particulier), ils ne sont pas imposés dans le pays de l'actionnaire. Si le taux d'imposition étranger est inférieur au taux national, les bénéfices peuvent donc être conservés afin de les mettre à l'abri de l'imposition nationale. En cas d'exonération des bénéfices étrangers (comme c'est par exemple le cas pour les sociétés actionnaires en Allemagne), cet avantage de taux d'imposition est définitif.
L'effet des intérêts découle du fait que si le taux d'imposition étranger est faible, l'effet du taux d'imposition sur le rendement net croît avec le temps, car le montant des intérêts supplémentaires augmente de manière exponentielle (avantage d'intérêt). Par conséquent, à rendement brut égal, par exemple en ce qui concerne les actifs financiers mobiles, il est plus rentable d'investir dans des pays à faible taux d'imposition : le rendement net est plus élevé dans un pays à faible fiscalité que dans un pays à forte fiscalité et le capital croît donc plus rapidement. Cet effet d'intérêt ne peut être totalement éliminé, même s'il y a une imposition supplémentaire lors de la distribution.